# Факультет права Гейдельбергского университета
Факультет права Гейдельбергского университета (англ. Heidelberg University Faculty of Law, также известен как Heidelberg Law School) — старейшее юридическое учебное заведение в Германии, один из четырёх первоначально созданных факультетов Гейдельбергского университета, основанного в 1386 году Рупрехтом I.
Расположен в городе Гейдельберг, Германия.
В ассоциации с факультетом состоит Институт сравнительного исследования публичного права и международного права им. Макса Планка.
Согласно рейтингу 2013 года, составленного совместно агентствами U.S. News & World Report и QS World University Rankings, факультет занимает 24 строчку в общем рейтинге и 3 строчку в рейтинге юридических учебных заведений.

## Структура факультета
- Институт истории права
- Институт иностранного и международного частного и экономического права
- Институт германского и европейского корпоративного и экономического права
- Институт германского и европейского интеллектуального и патентного права
- Институт германского и европейского публичного и административного права
- Институт криминологии
- Институт судебной медицины
- Ассоциирован с Институтом сравнительного исследования публичного права и международного права им. Макса Планка.

## Статистика
В 2010 году на факультете обучались 1781 человека включая: 1534 студентов, 212 кандидатов на степень доктора права, и 35 на степень магистра права. 12 % обучающихся были иностранными студентами.
На 2009 год в штате факультета состояли 64 профессора.

## Известные преподаватели и выпускники
Преподавателями факультета в разное время были: Фридрих Карл фон Савиньи, Самуэль фон Пуфендорф, Бернхард Виндшейд, Л.Гольдшмидт, Георг Еллинек, Отто Фридрих фон Гирке, Роберт фон Моль, И.Блюнчли, Юстос Тибо.
Среди выпускников факультета три канцлера Германии, Премьер министр Бельгии, Принц-регент Таиланда, Генеральный секретарь НАТО, два министра юстиции Германии, министр внутренних дел Германии, министр обороны Германии, два министра Третьего рейха и др.
Среди выпускников факультета — представителей судейского сообщества: президент Верховного суда Германии, 16 судей Конституционного суда Германии, президент Международного суда ООН, два президента Европейского суда по правам человека, вице-президент ОБСЕ, два Генеральных прокурора при Верховном суде Германии и др.
Известные выпускники факультета:
- Роберт Шуман — немецкий композитор, дирижер. Один из самых значительных композиторов эпохи романтизма.
- Князь Гогенлоэ — немецкий политик и дипломат, один из создателей Германской империи.
- Ганс Ламмерс — обергруппенфюрер СС, начальник Имперской канцелярии нацистской Германии, руководитель Имперского союза германских академиков административного права.
- Луциус Вильдхабер — Первый президент Европейского суда по правам человека.
- Мухаммад Икбал — поэт, философ и общественный деятель Британской Индии, мыслитель, считающийся духовным отцом Пакистана.